# Corridonia
Corridonia (Curidògnia im lokalen Dialekt) ist eine italienische Gemeinde (comune) mit 14.658 Einwohnern (Stand 31. Dezember 2023) in der Provinz Macerata in den Marken. Die Gemeinde, die früher Montolmo bzw. Pausula (auch: Pausola) hieß, erhielt im Jahr 1931 ihren Namen von Filippo Corridoni, einem Intellektuellen und Revolutionär des frühen 20. Jahrhunderts, der im Ersten Weltkrieg gefallen war. Seit 1973 trägt Corridonia den Titel Città (Stadt). Nördlich der Gemeinde fließt der Chienti, daher ist die Gemeinde auch Teil des Valle del Chienti. Die Gemeinde liegt etwa 8 Kilometer südöstlich von Macerata und etwa 40 Kilometer südlich von Ancona.

## Verkehr
Nördlich von Corridonia verläuft die Strada statale 77 della Val di Chienti in west-östlicher Richtung von Camerino nach Civitanova Marche. Der Bahnhof Corridonia-Mogliano an der nichtelektrifizierten Strecke von Macerata nach Civitanova Marche liegt etwa 5 Kilometer nördlich von Corridonia.
Bei Corridonia befindet sich ein Flugplatz für die Allgemeine Luftfahrt.

## Titularbistum
Papst Paul VI. ernannte am 3. Mai 1968 Alfred Kleinermeilert (1928–2023) zum Titularbischof des Titularbistums Pausulae und zum Weihbischof in Trier. Am 1. April 2003 nahm Papst Johannes Paul II. dessen altersbedingtes Rücktrittsgesuch an. Seit 1. März 2024 ist Mauro Lalli Titularbischof von Pausulae.

## In Corridonia geboren
- Filippo Corridoni (1887–1915), Intellektueller und Syndikalist
- Giovanni Battista Velluti (1780–1861), Opernsänger (Kastrat)